# McMinnville, Oregon
McMinnville là quận lỵ và thành phố lớn nhất Quận Yamhill, tiểu bang Oregon, Hoa Kỳ. Theo "Địa danh Oregon" (Oregon Geographic Names), thành phố được người sáng lập ra nó là William T. Newby, một người di cư đầu tiên trên đường mòn Oregon, đặt tên theo tên thành phố quê hương của ông là McMinnville, Tennessee. Cho đến tháng 1 năm 2006, thành phố có tổng dân số là 30.215.
McMinnville nằm ở chỗ giáp của hai nhánh Nam và Bắc của sông Yamhill.

## Lịch sử
McMinnville được tổ chức thành một thị trấn năm 1876 và trở thành một thành phố năm 1882. Cư dân của quận đã bỏ phiếu dời quận lỵ của Quận Yamhill từ Lafayette về McMinnville năm 1886.

## Địa lý
McMinnville nằm cách Thái Bình Dương 50 dặm Anh, cách Portland 30 dặm Anh, và cách Salem, thủ đô tiểu bang 25 dặm.
Theo Cục Điều tra Dân số Hoa Kỳ, thành phố có tổng diện tích là 25,6 km² (9,9 mi²), tất cả là đất.
McMinnville có nhiều phong cảnh khác nhau, bao gồm những thung lũng nhỏ và những mảnh đất giống như rừng với loại thông Douglas-fir và những cây khác vây quanh khu vực công viên của phố chính và rải rác khắp thành phố. McMinnville khá bằng phẳng trừ một vài bình nguyên ngập nước và đồi bên phía tây đang phát triển nhanh của thành phố.

## Những nơi hấp dẫn

### Công viên
McMinnville có một số công viên rải rác khắp thành phố. Các công viên thành phố nổi tiếng nhất là Công viên Wortman và Công viên Phố chính. Công viên Phố chính nằm trong khoảng đi bộ từ khu thương mại phố chính. Năm 1910, thành phố bán 3.000 đô la giá trị công trái để tài trợ xây dựng một chỗ dành cho ban nhạc và một sở thú nhỏ có gấu, nai và những con vật địa phương khác. Gần nơi Công viên Hạ Thành phố (Lower City Park), dọc theo Lạch Cozine, ở đó trước đây là một nhà máy làm bột mì lớn gọi là Star Mill. Nhà máy này đóng cửa năm 1921 và bị tàn phá trong một trận hỏa hoạn năm 1927. Thành phố McMinnville bán 8.500 đô la giá trị công trái để mua khu tài sản này. Đường ray chạy từ đường Star Mill đến Lạch Cozine và đường số hai phía tây đến khu hồ của nhà máy. Khu hồ nước ngày nay là sân bóng tennis. Công viên Wortman là một công viên rất lớn có một dòng suối nhỏ chảy qua và cây cối rải rác khắp khu vực. Thật sự, có rất nhiều cây trong công viên đôi khi tạo thành một hiệu ứng như cây dù giữ cho công viên mát mẻ trong mùa hè.

### Bảo tàng Hàng không Evergreen
Bảo tàng Không gian và Hàng không Evergreen nằm trong thành phố McMinnville và nổi tiếng nhất là nơi trưng bày Spruce Goose, phi cơ cánh quạt lớn nhất thế giới được một nhà hàng không lừng danh Howard Hughes chế tạo. Nó cũng là nhà của SR-71 "Blackbird", Hỏa tiễn Titan II SLV và Grumman F6F3 "Hellcat."  Ngoài ra, viện bảo tàng là nhà của hơn 80 vật trưng bày và phi cơ lịch sử. Viện bảo tàng, một tòa nhà đối xứng lớn có mặt trước bằng kính, có thể được nhìn thấy cách xa hàng dặm và là một điểm mốc của địa phương. Evergreen vừa qua đã thêm vào một phòng chiếu phim I-Max (mở vào tháng 3 năm 2007) và bắt đầu xây dựng một bảo tàng không gian.

## Những cư dân nổi tiếng xưa và nay
- Scott Brosius - cầu thủ bóng chày, người được nhận giải cầu thủ có giá trị nhất.
- Jim Bunn - Chính trị gia Oregon
- Beverly Cleary - tác giả truyện trẻ em
- Verne Duncan - Chính trị gia Oregon và Idaho
- Will Vinton - đạo diễn và nhà sản xuất phim hoạt họa đoạt giải Oscar